# Mascarell bru
El mascarell bru (Sula leucogaster) és un ocell marí de la família dels súlids (Sulidae). D'hàbits pelàgics, cria a penya-segats o en camp obert, a illes tropicals i subtropicals dels oceans Atlàntic, Índic i Pacífic.